# Andrés Túñez
Andrés José Túñez Arceo (Caracas, 15 marzo 1987) è un ex calciatore venezuelano con passaporto spagnolo, di ruolo difensore.

## Palmarès

### Club

#### Competizioni nazionali
- Thai League 1: 4

Buriram United: 2014, 2015, 2017, 2018
- Thai FA Cup: 1

Buriram United: 2015
- Thai League Cup: 2

Buriram United: 2015, 2016